# Championnat de Bulgarie de football 2007-2008
Navigation
Saison précédente Saison suivante
La saison 2007-2008 du Championnat de Bulgarie de football était la 84e édition du championnat de première division en Bulgarie. Les 16 meilleurs clubs du pays se retrouvent au sein d'une poule unique, la A Professionnal Football League, où ils s'affrontent deux fois, à domicile et à l'extérieur. À l'issue du championnat, les trois derniers du classement sont relégués et remplacés par les trois premiers de deuxième division.
C'est le FK CSKA Sofia qui remporte la compétition en terminant invaincu en tête du championnat. C'est le 31e titre de champion de Bulgarie de l'histoire du club. Le club ne pourra pas accéder à la Ligue des champions, à cause d'une situation financière et de dettes impayées trop importantes. Sa place est récupérée par le champion sortant, le PFK Levski Sofia, qui termine deuxième à 16 points du CSKA.

## Les 14 clubs participants
| - PFK Levski Sofia - FK CSKA Sofia - Lokomotiv Plovdiv - Litex Lovech - Spartak Varna - PFC Slavia Sofia - Beroe Stara Zagora - Belassitza Petritch | - Lokomotiv Sofia - Botev Plovdiv - Cherno More Varna - Chernomorets Burgas - Promu de D2 - Vidima-Rakovski Sevlievo - Promu de D2 - Vihren Sandanski - Marek Dupnitsa - Pirin Blagoevgrad 1922 - Promu de D2 |

## Compétition

### Classement
Le barème utilisé pour établir le classement est le suivant :
- Victoire : 3 points
- Match nul : 1 point
- Défaite : 0 point

| Rang | Équipe                     | Pts | J  | G  | N | P  | Bp | Bc | Diff |
| ---- | -------------------------- | --- | -- | -- | - | -- | -- | -- | ---- |
| 1.   | FK CSKA Sofia              | 78  | 30 | 24 | 6 | 0  | 53 | 11 | +42  |
| 2.   | PFK Levski Sofia T         | 62  | 30 | 19 | 5 | 6  | 56 | 19 | +37  |
| 3.   | Lokomotiv Sofia            | 57  | 30 | 16 | 9 | 5  | 47 | 28 | +19  |
| 4.   | Litex Lovech C             | 56  | 30 | 16 | 9 | 5  | 51 | 26 | +25  |
| 5.   | Cherno More Varna          | 48  | 30 | 13 | 9 | 8  | 40 | 26 | +14  |
| 6.   | Chernomorets Burgas P      | 47  | 30 | 13 | 8 | 9  | 40 | 32 | +8   |
| 7.   | PFC Slavia Sofia           | 47  | 30 | 13 | 8 | 9  | 37 | 30 | +7   |
| 8.   | Pirin Blagoevgrad 1922 P   | 46  | 30 | 13 | 7 | 10 | 33 | 29 | +4   |
| 9.   | Lokomotiv Plovdiv          | 43  | 30 | 12 | 7 | 11 | 37 | 28 | +9   |
| 10.  | Vihren Sandanski           | 33  | 30 | 9  | 6 | 14 | 26 | 29 | -3   |
| 11.  | Spartak Varna              | 31  | 30 | 8  | 7 | 15 | 21 | 34 | -13  |
| 12.  | Botev Plovdiv              | 30  | 30 | 8  | 6 | 16 | 36 | 54 | -18  |
| 13.  | Belasitsa                  | 26  | 30 | 7  | 5 | 18 | 23 | 43 | -20  |
| 14.  | Beroe Stara Zagora         | 26  | 30 | 5  | 6 | 18 | 23 | 39 | -16  |
| 15.  | Vidima-Rakovski Sevlievo P | 18  | 30 | 4  | 6 | 20 | 17 | 61 | -44  |
| 16.  | Marek Dupnitsa             | 18  | 30 | 5  | 3 | 22 | 16 | 68 | -52  |

|  | Qualification pour la Ligue des clubs champions 2008-2009                                |
|  | Qualification pour la Coupe UEFA 2008-2009                                               |
|  | Qualification pour la Coupe Intertoto 2008                                               |
|  | Relégation en 2e division                                                                |
|  | T : Tenant du titre C : Vainqueur de la Coupe de Bulgarie P : Promu de deuxième division |

## Bilan de la saison
| Championnat de Bulgarie de football 2007-2008                  |                           |
| Champion                                                       | FK CSKA Sofia (31e titre) |
| Coupes et trophées                                             |                           |
| Vainqueur de la Coupe de Bulgarie 2007-2008                    | Litex Lovech              |
| Vainqueur de la Supercoupe de Bulgarie                         | PFK Levski Sofia          |
| Qualifications continentales                                   |                           |
| Ligue des clubs champions 2008-2009 (3e tour de qualification) | PFK Levski Sofia          |
| Coupe UEFA 2008-2009                                           | Lokomotiv Sofia           |
| Coupe UEFA 2008-2009                                           | Cherno More Varna         |
| Coupe UEFA 2008-2009                                           | Litex Lovech              |
| Coupe Intertoto 2008                                           | Chernomorets Burgas       |
| Promotions et relégations                                      |                           |
| Promus en A PFL                                                | PFC Lokomotiv Pezdra      |
| Promus en A PFL                                                | OFC Sliven 2000           |
| Promus en A PFL                                                | PFC Minyor Pernik         |
| Relégués en B PFL                                              | Beroe Stara Zagora        |
| Relégués en B PFL                                              | Marek Dupnitsa            |
| Relégués en B PFL                                              | Vidima-Rakovski Sevlievo  |